# James Fearnley

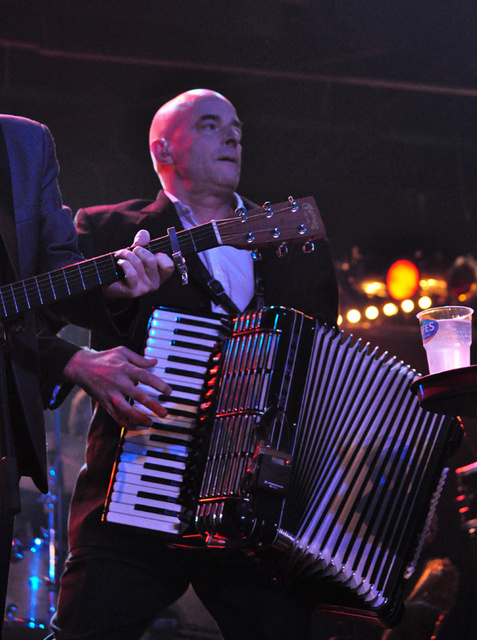
James Fearnley, Milk club, Moskau, 29. August 2010 mit den Pogues (Foto: Zuzana Pernicová)

James Fearnley (* 9. Oktober 1954 in Worsley, England) ist ein englischer Musiker. Er spielte Akkordeon in der irisch-englischen Folk-Punk-Band The Pogues.

## Musikalischer Werdegang
Als Kind war Fearnley Sopran in einem Knabenchor, bis sich seine Stimme im Alter von 16 veränderte. Er nahm Pianounterricht, fand daran jedoch keinen Gefallen und entschied sich deshalb, stattdessen Gitarre zu lernen. Er spielte mit dem Sänger Nick Wade und später mit einer Band aus Teddington, welche sich „The Mixers“ nannten.
Fearnley wurde schließlich Gitarrist in Shane MacGowans Band The Nipple Erectors. Die Gruppe bestand aus Shane MacGowan (Gesang), Shanne Bradley (Bass) und Jon Moss (Schlagzeug).
Als sich die Nips Ende 1980 auflösten, schloss sich Fearnley der Soul-Band „The Giants“ an. Fearnley wurde schließlich von Jon Moss gefragt, ob er Interesse habe, in der Band Culture Club permanent mitzuwirken, nachdem er schon früher ab und zu für sie gespielt hat. Aufgrund eines Missverständnisses schloss sich Fearnley nie Culture Club an, die kurz darauf berühmt wurden.
Fearnley verkaufte stattdessen seine Gitarre und verbrachte ein Jahr damit, einen Roman zu schreiben. 
1982 waren MacGowan und Jem Finer auf der Suche nach einem Akkordeonspieler für ihre neu gegründete Gruppe Pogues. MacGowan wusste, dass Fearnley Pianounterricht genommen hatte und nahm an, er könne daher auch Akkordeon spielen. Finer erschien mit einem Akkordeon in einem Wäschesack in Fearnleys Wohnung und überredete diesen, dieses auszuprobieren. Fearnleys Spitzname war daraufhin aufgrund seiner Begabung Maestro.
1989 heiratete er die Schauspielerin Danielle von Zerneck und zog nach Los Angeles, Kalifornien um. Fearnley verließ die Pogues 1994 aufgrund des immer voller werdenden Tourkalenders, um mehr Zeit mit seiner Familie verbringen zu können. 2001 schloss er sich im Rahmen eines Wiedervereinigungskonzertes wieder den Pogues an und spielt mit ihnen bis heute.
Er war Gründungsmitglied des The Low And Sweet Orchestras, welches sein Debütalbum von Balladen im Italowestern-Stil Goodbye To All That 1996 veröffentlichte. Diese Gruppe bestand aus dem früheren Thelonious Monster-Sänger Mike Martt, sowie Circle Jerks, Zander Schloss (Gitarre), den Brüdern Kieran und Dermot Mulroney (Violine, Cello, Dobro), Tom Barta (Bass) und Will Hughes (Schlagzeug).

## Besondere Ereignisse
Fearnley spielte als Gastmusiker mit Talking Heads (Naked), David Byrne, LILT und Melissa Etheridge (Yes I Am).
1995 schrieb er die Filmmusik für „God's Loneley Man“.
Am 19. April 2012 erschienen seine Memoiren „Here Comes Everybody“, in denen er die Zeit von 1980 bis 1991 von der Gründung der Nipple Erectors angefangen bis zum Rausschmiss von Shane MacGowan als Sänger bei den Pogues beschreibt, beim Verlag Faber & Faber.